# Cypraeidae
Los cipreidos (Cypraeidae) son familia de gasterópodos marinos de porte diverso, conocidos como cauries o porcelanas.

## Descripción de su concha
Las conchas de los cipreidos adultos son sumamente redondeadas, casi como un huevo; tienen muy poco parecido con la concha de un gastrópodo típico. En casi todas las especies de la familia Cypraeidae, las conchas son extremadamente lisas y brillantes. Ello se debe a que cuando el animal está vivo, la concha se encuentra permanentemente recubierta con el manto.
Por lo general la concha del adulto no posee una espira visible, y se destaca por tener una larga y estrecha, abertura que se encuentra flanqueada por "dientes."
No todas las conchas de los cauries juveniles son similares a las conchas de los adultos. Las conchas de cauries juveniles tienen cierta similitud con las conchas de algunos "caracoles burbujas" del orden Cephalaspidea. Las conchas de los juveniles rara vez tienen los mismos diseños coloridos que tienen las conchas de los ejemplares adultos, lo cual dificulta la identificación de las especies.
Los cauries no poseen opérculo.

## Depredadores
La muy estrecha abertura flanqueada por salientes dentadas de la concha de los cauries hace que a muchos de los depredadores les sea muy difícil penetrar la concha. Sin embargo aun así los cauries son vulnerables ante ciertos depredadores:
- Algunos crustáceos tropicales pueden partir el dorso de la concha de los cauries.

- Algunos conos que se alimentan de moluscos tales como el Conus textile pueden inyectar veneno en la carne de los cauries. El cono luego extiende su estómago dentro de la concha del cauri, a través de la apertura, para ingerir su carne.

- Algunos pulpos pueden realizar una pequeña perforación (usando diente y una secreción ácida) en la concha para poder inyectar un veneno que mata al animal.

## Taxonomía
Durante casi 200 años, todas las especies de la familia Cypraeidae pertenecían a un único género, Cypraea, pero en el 2002 los cauries fueron separados en numerosos géneros.

### Taxonomía en el 2005
La familia Cypraeidae pertenece junto con la familia Ovulidae, a la superfamilia Cypraeoidea. Esta a su vez forma parte del clado Littorinimorpha que se encuentra contenido en el clado Hypsogastropoda según la la taxonomía de Bouchet & Rocroi (2005).
Las siguientes seis subfamilias han sido reconocidas en la taxonomía de Bouchet & Rocroi (2005) pero en el World Register of Marine Species se las presenta como una representación alternativa de Cypraeidae: 
- Cypraeinae Rafinesque, 1815
  - tribu Cypraeini Rafinesque, 1815 - sinónimo: Porcellanidae Roberts, 1870 (inv.)
  - tribu Mauritiini Steadman & Cotton, 1946
- Erosariinae Schilder, 1924 - sinónimos: Cypraeacitinae Schilder, 1930 (inv.); Nariinae Schilder, 1932; Staphylaeinae iredale, 1935
- Erroneinae Schilder, 1927
  - tribu Erroneini Schilder, 1927 - sinónimo: Adustinae Steadman & Cotton, 1946
  - tribu Bistolidini C. Meyer, 2003
- Gisortiinae Schilder, 1927 - sinónimos: Archicypraeinae Schilder, 1930; Bernayinae Schilder, 1927; Cpraeorbini Schilder, 1927; Mandolininae Schilder, 1932; Umbiliini Schilder 1932; Zoilinae Iredale, 1935
- Luriinae Schilder, 1932
  - tribu Luriini Schilder, 1932 - sinónimo: Talpariinae Iredale, 1935
  - tribu Austrocypraeini Iredale, 1935
- Pustulariinae Gill, 1871
  - tribu Pustulariini Gill, 1871
  - tribu Cypraeovulini Schilder, 1927
  - tribu Zonariini Schilder, 1932

## Géneros
Los géneros comprendidos en la familia Cypraeidae son:
- Subfamilia Cypraeinae Rafinesque, 1815
  - Leporicypraea Iredale, 1930
  - Tribu Cypraeini
    - Cypraea Linnaeus, 1758
    - Cypraeorbis Conrad, 1865
    - Siphocypraea Heilprin, 1887

  - Tribu Mauritiini Steadman & Cotton, 1946
    - Macrocypraea
    - Mauritia Troschel, 1863

- Subfamilia Erosariinae Schilder, 1924 - La taxonomía de Bouchet & Rocroi no menciona ninguna tribu en esta subfamilia.

- - Nucleolaria Oyama, 1959
  - Tribu Staphylaeini
    - Cryptocypraea Meyer, 2003[2]
    -  Perisserosa[2]
    - Staphylaea Jousseaume, 1884

  - Tribu Erosariini
    - Erosaria Troschel, 1863
    - Monetaria Troschel, 1863
    - Naria Broderip, 1837

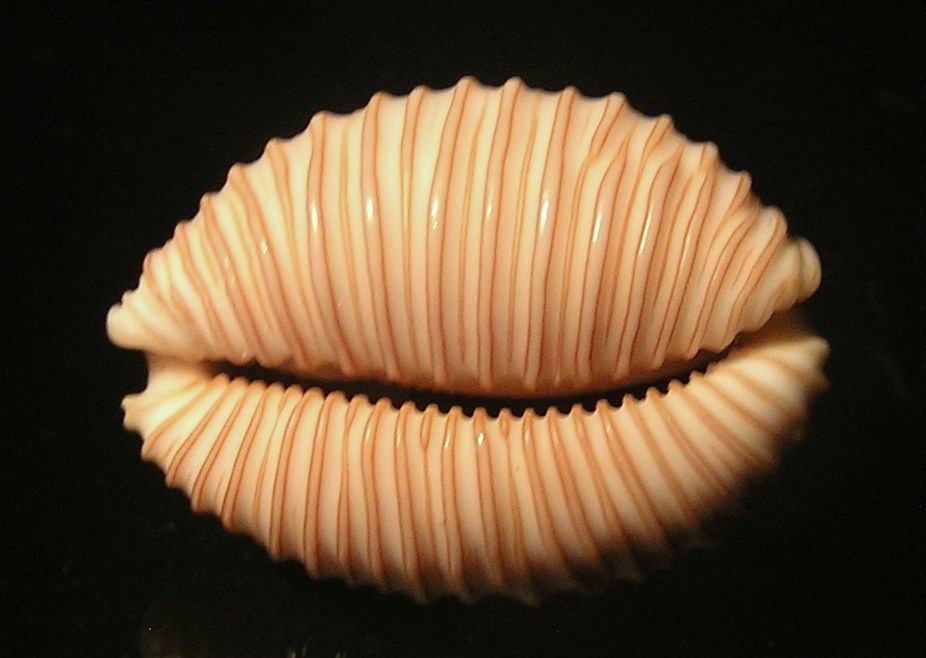
Vista de la abertura de la concha de un ejemplar de Nucleolaria granulata

- Subfamilia Erroneinae Schilder, 1927
  - Tribu Erroneini Schilder, 1927
    - Austrasiatica Lorenz, 1989
    - Blasicrura Iredale, 1930
    - Contradusta Meyer, 2003
    -  Eclogavena[2]
    - Erronea Troschel, 1863
    - Ficadusta Habe & Kosuge 1966
    - Palmulacypraea Meyer, 2003[2]
    - Purpuradusta Schilder, 1939

  - Talostolida Iredale, 1931
  - Tribu Bistolidini C. Meyer, 2003[2]
    - Bistolida Cossmann, 1920
    - Cribrarula Strand, 1929
    - Palmadusta Iredale, 1930

- Subfamilia Gisortiinae Schilder, 1927
  - † Afrocypraea Schilder, 1932
  - Archicypraea Schilder, 1926
  - Barycypraea Schilder, 1927
  - Bernaya Jousseaume, 1884
  - Gisortia Jousseaume 1884
  - Ipsa Jousseaume, 1884
  - † Mandolina Jousseaume 1884
  - Nesiocypraea Azuma & Kurohara, 1967
  - Palaeocypraea Schilder, 1928
  - Proadusta Sacco 1894
  - Umbilia Jousseaume, 1884
  - Vicetia Fabiani 1905
  - Zoila Jousseaume, 1884

- Subfamilia Luriinae Schilder, 1932
  - Tribu Luriini Schilder, 1932
    - Luria Jousseaume, 1884
    - Talparia Troschel, 1863

  - Tribu Austrocypraeini Iredale, 1935
    - Annepona Iredale, 1935
    - Arestorides Iredale 1930
    - Austrocypraea Cossmann, 1903
    - Chelycypraea Schilder, 1927
    - Lyncina Troschel, 1863
    - † Miolyncina
    - Trona Jousseaume, 1884

- Subfamilia Pustulariinae Gill, 1871
  - Tribu Pustulariini Gill, 1871

- -     - Pustularia Swainson, 1840

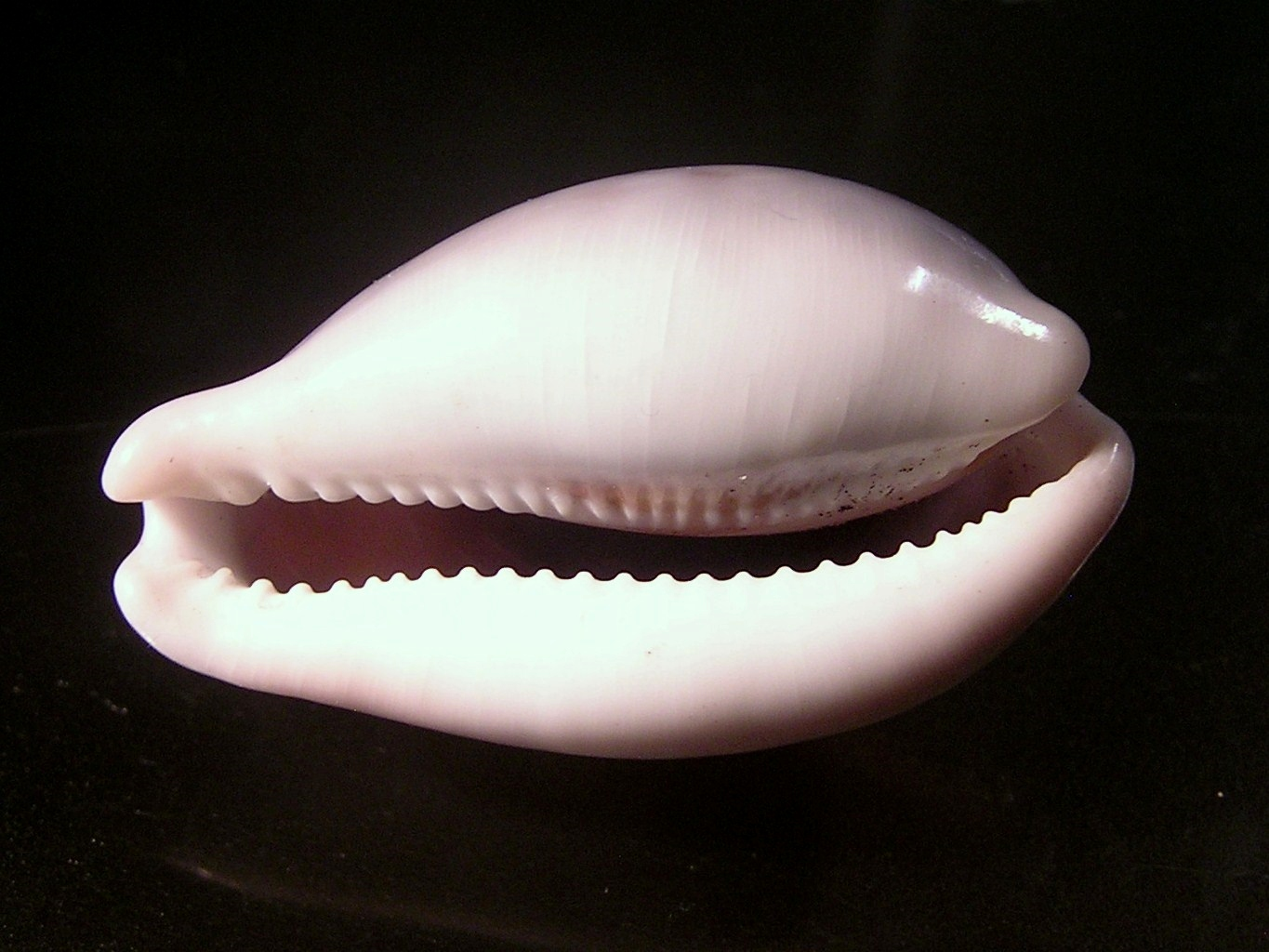
Neobernaya spadicea

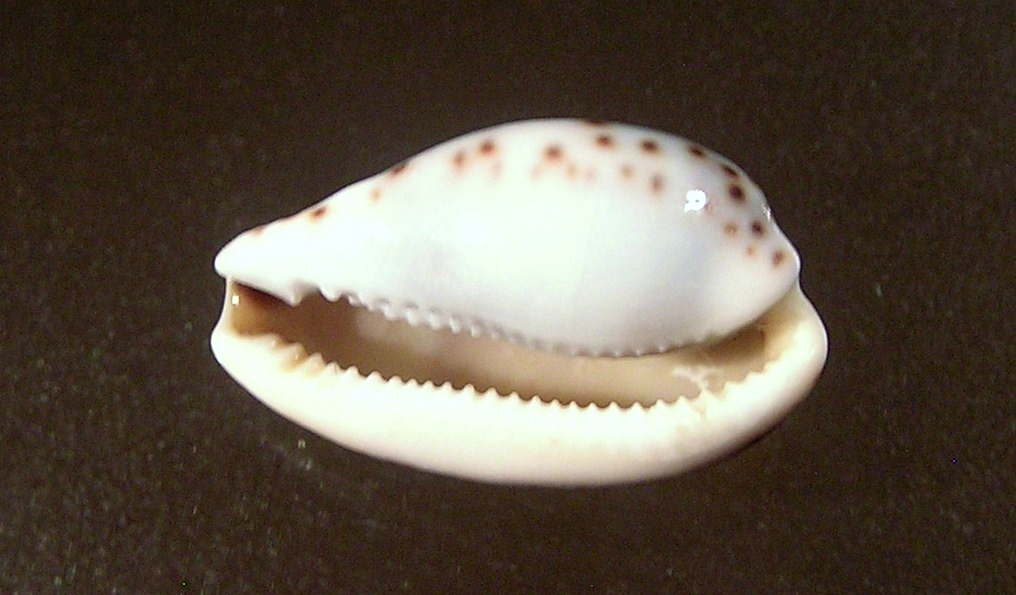
Notocypraea piperita

  - Tribu Cypraeovulini Schilder, 1927

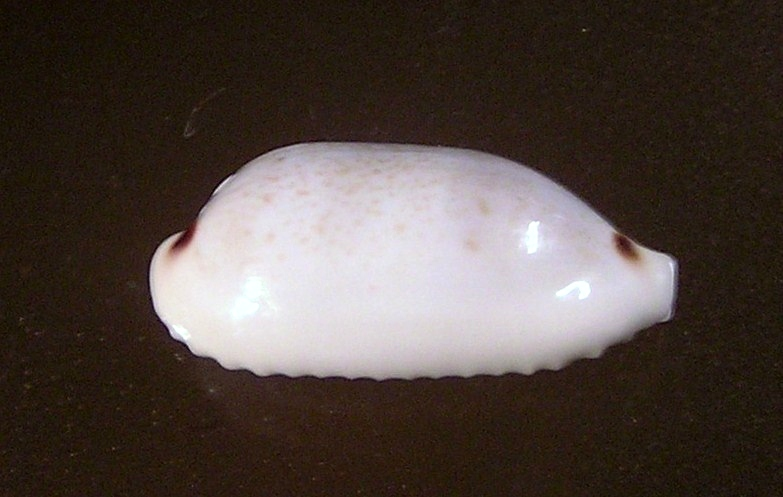
Eclogavena quadrimaculata thielei

    -  Chimaeria Briano, 1993
    - Cypraeovula Gray, 1824
    -  Notadusta Schilder, 1935
    - Notocypraea Schilder, 1927
    - † Notoluponia Schilder 1935

  - Tribu Pseudozonariini[cita requerida]
    - Neobernaya Schilder 1927
    - Pseudozonaria Schilder, 1929

  - Tribu Zonariini Schilder, 1932
    - Schilderia Tomlin, 1930
    - Zonaria Jousseaume, 1884
    - † Zonarina Sacco, 1894

- subfamilia ?
  - Contradusta Meyer, 2003[2]
  - Melicerona Iredale, 1930
  - Muracypraea Woodring, 1957
  - Ovatipsa Iredale, 1931
  - Propustularia Schilder, 1927
  - Ransoniella Dolin & Lozouet, 2005